# Camp de détention d'Atlit
Le camp de détention d'Atlit (en hébreu : 'מחנה המעצר בעתלית'), également  appelé camp d'immigrants illégaux d'Atlit, est un centre de détention établi par les autorités de la Palestine mandataire à la fin des années 1930. Il est implanté dans le village d'Atlit, au sud de Haïfa. Sous le régime britannique, il est principalement utilisé pour détenir des Juifs, considérés alors comme des immigrants illégaux, qui ne possédaient pas de permis d'entrée officiel et des Arabes en détention administrative.

## Histoire
Le camp de détention d'Atlit est créé par le gouvernement britannique dans les années 1930. Au départ il s'agit d'un camp militaire mais celui-ci est converti en camp de détention pour les réfugiés juifs, considérés comme illégaux, qui fuient l'Europe sous domination nazie. Ces réfugiés arrivés sur le sol de la Palestine mandataire sont alors incarcérés.